# Épouvantail
Pour les articles homonymes, voir Épouvantail (homonymie).

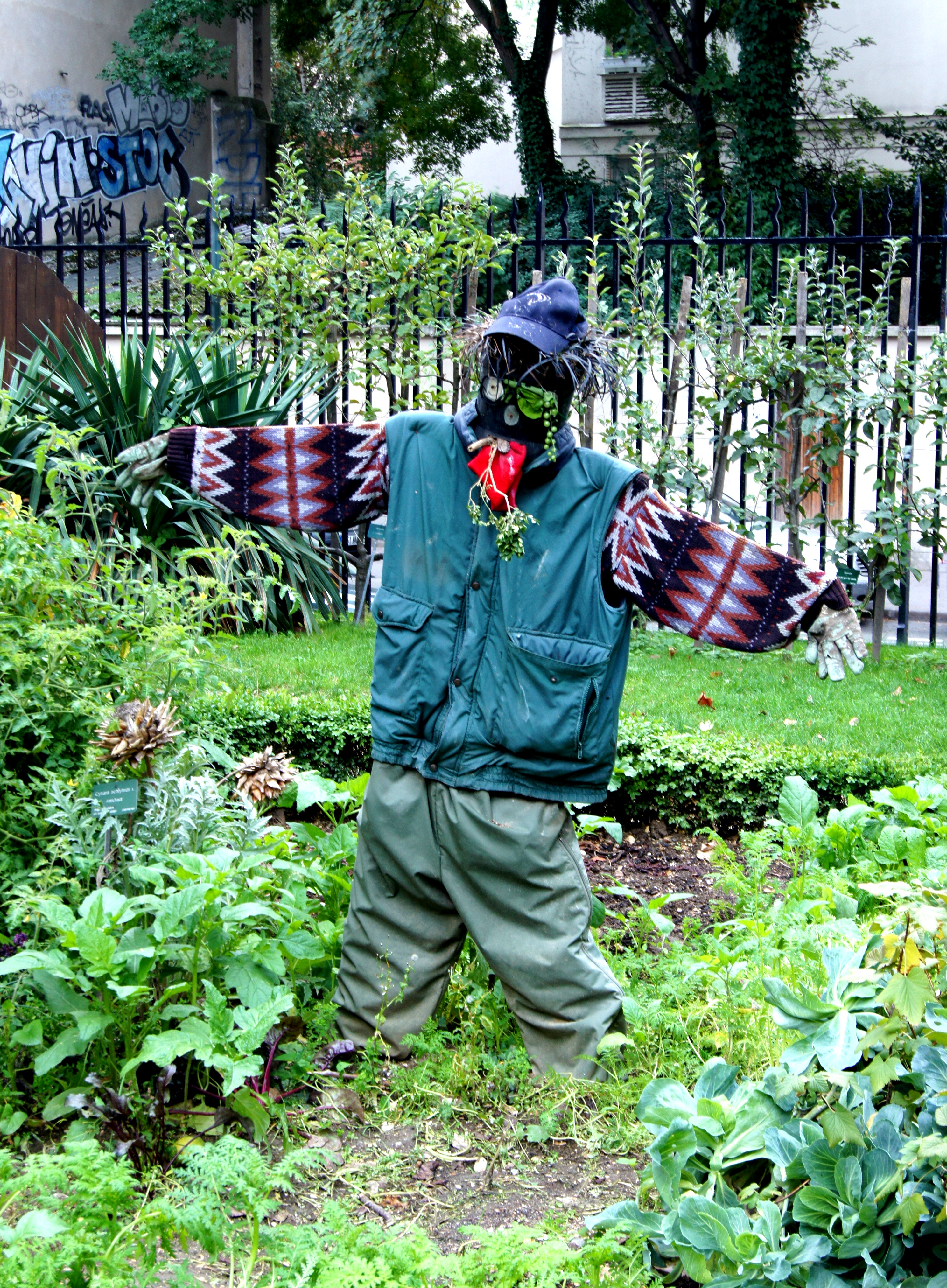
Un épouvantail placé en pleine ville, au potager du Jardin des Plantes de Paris.

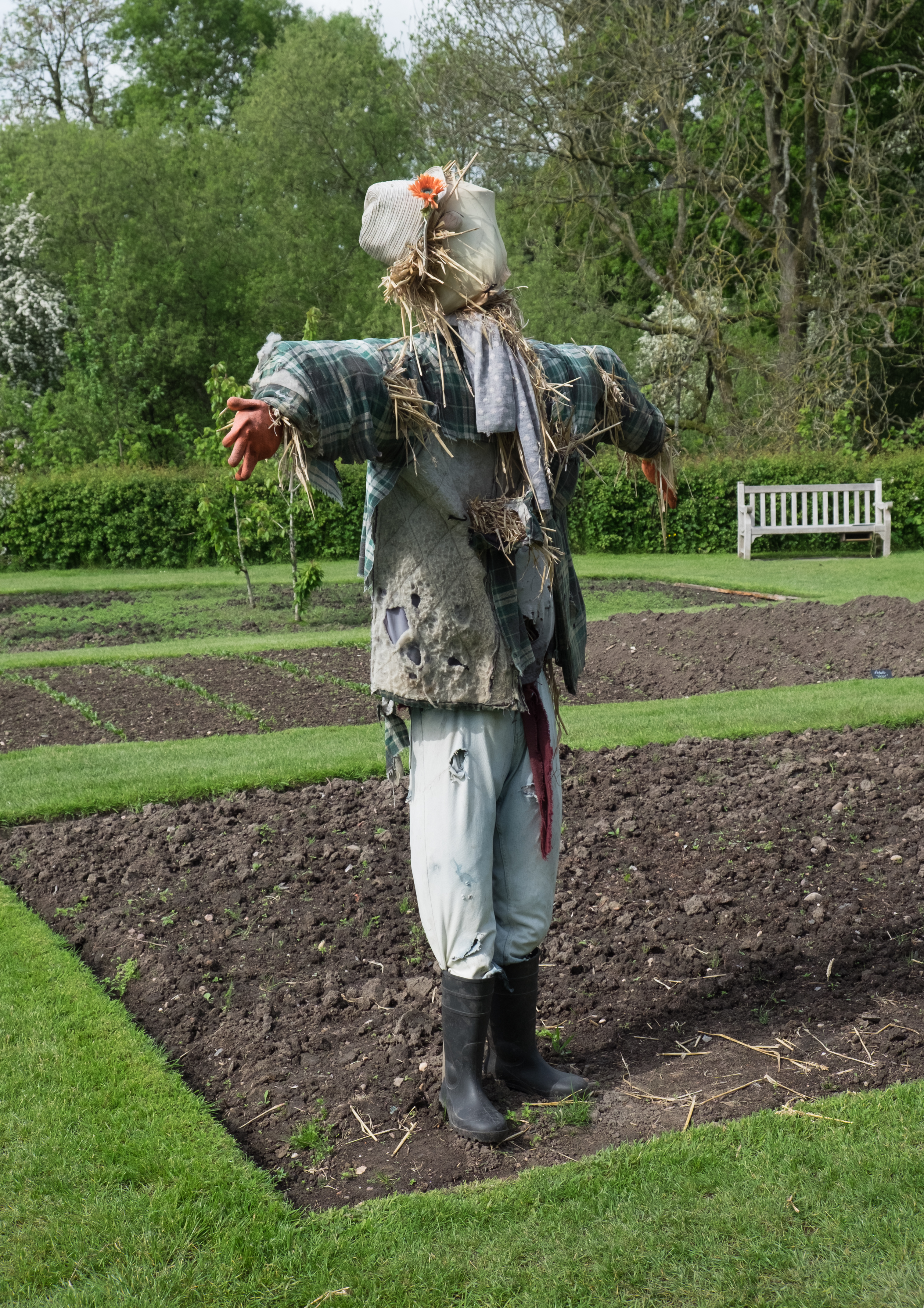
Un épouvantail dans un jardin à Warwick (Angleterre).

Un épouvantail est un mannequin, le plus souvent fait d'une armature de bois ou d'osier et recouvert de haillons de manière à ressembler à un être humain, que l'on dresse dans un jardin ou dans un champ pour effrayer les oiseaux et les empêcher ainsi de dévorer les graines et les fruits. Pour les oiseaux, l'épouvantail est tantôt un repoussoir, tantôt un perchoir.
En fait, il effraie les oiseaux les plus jeunes, mais les plus âgés ne mettent que quelques heures pour comprendre, du moins pour les espèces les plus intelligentes.
Longtemps utilisé par les cultivateurs (aussi bien en Orient qu'en Occident), les agriculteurs modernes ont désormais recours à des subterfuges plus efficaces, tels les dispositifs d'effarouchement d'oiseaux.

## Types d'épouvantail

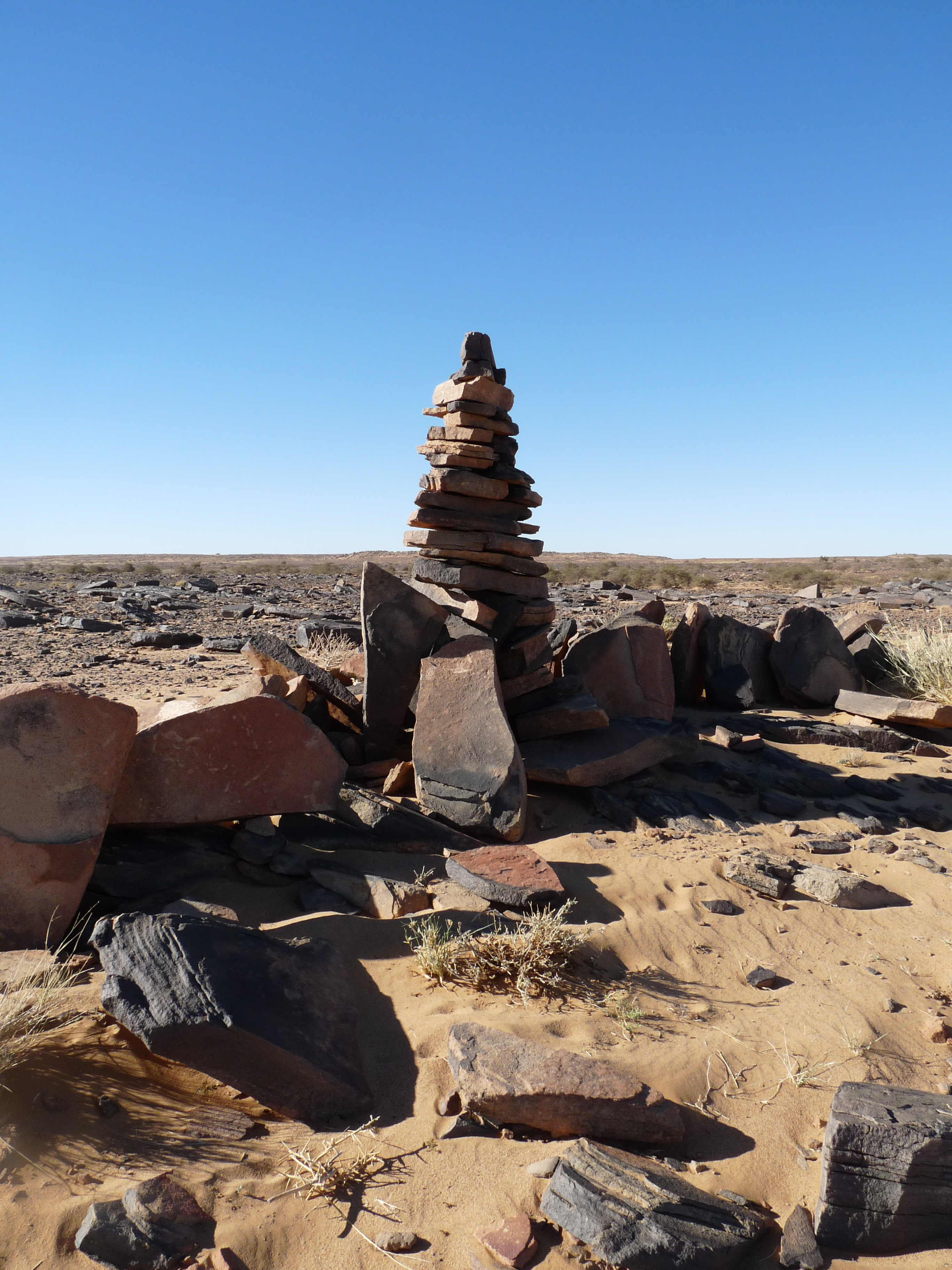
Épouvantail en pierre pour éloigner les chacals d'un élevage de chèvres (Adrar mauritanien).

D'autres dispositifs sont appelés « épouvantails ». Lorsque les rapaces sont prédateurs des espèces, une image de ceux-ci peut être fixée sur un ballon à hélium ou un cerf-volant. Pour les jardins, on trouve dans le commerce des modèles en trois dimensions qui représentent soit un chat, un hibou ou un serpent. L'épouvantail de Markgren consiste en deux yeux énormes. L'exposition de corps d'oiseaux dans une posture inhabituelle peut être efficace pour certains oiseaux. Ceci ne fonctionne pas avec tous les oiseaux. Des lumières stroboscopiques peuvent s'avérer assez répulsives, mais les oiseaux finissent par s'y habituer. Aux États-Unis, des danseurs-des-vents sont quelquefois aussi utilisés comme épouvantails.
On trouve aussi des équipements acoustiques (dits « effaroucheurs aviaires ») qui diffusent des sons naturels ou synthétiques et permettent de provoquer du stress ou de la peur chez les oiseaux afin de les écarter de la zone à protéger. Ces équipements sont reconnus performants, du point de vue de la sécurité, sur les aéroports et commencent à être implantés sur les zones industrielles où la présence de certains oiseaux est néfaste pour l'activité (hôtellerie, CSDU, port, etc.).
Cependant, toute espèce finit par s'habituer. De fait, toutes ces solutions restent efficaces si, et seulement si, une gestion globale est faite en prenant en compte les familles d'oiseaux présentes et en mixant les moyens d'effarouchement.

## Augmenter l'efficacité
Pour augmenter l'efficacité, il convient de changer de place l'épouvantail. Si le modèle bouge régulièrement, avec le vent par exemple, il s'avère être plus efficace. On peut associer d'autres stimuli à certains mouvements comme des explosions sonores. Si un mouvement est associé au bruit, pendant un temps, le mouvement seul reste efficace. Un épouvantail ayant la forme d'un chasseur en train de tirer s'avère aussi souvent plus efficace qu'une posture classique en T.

## L'épouvantail dans la culture populaire

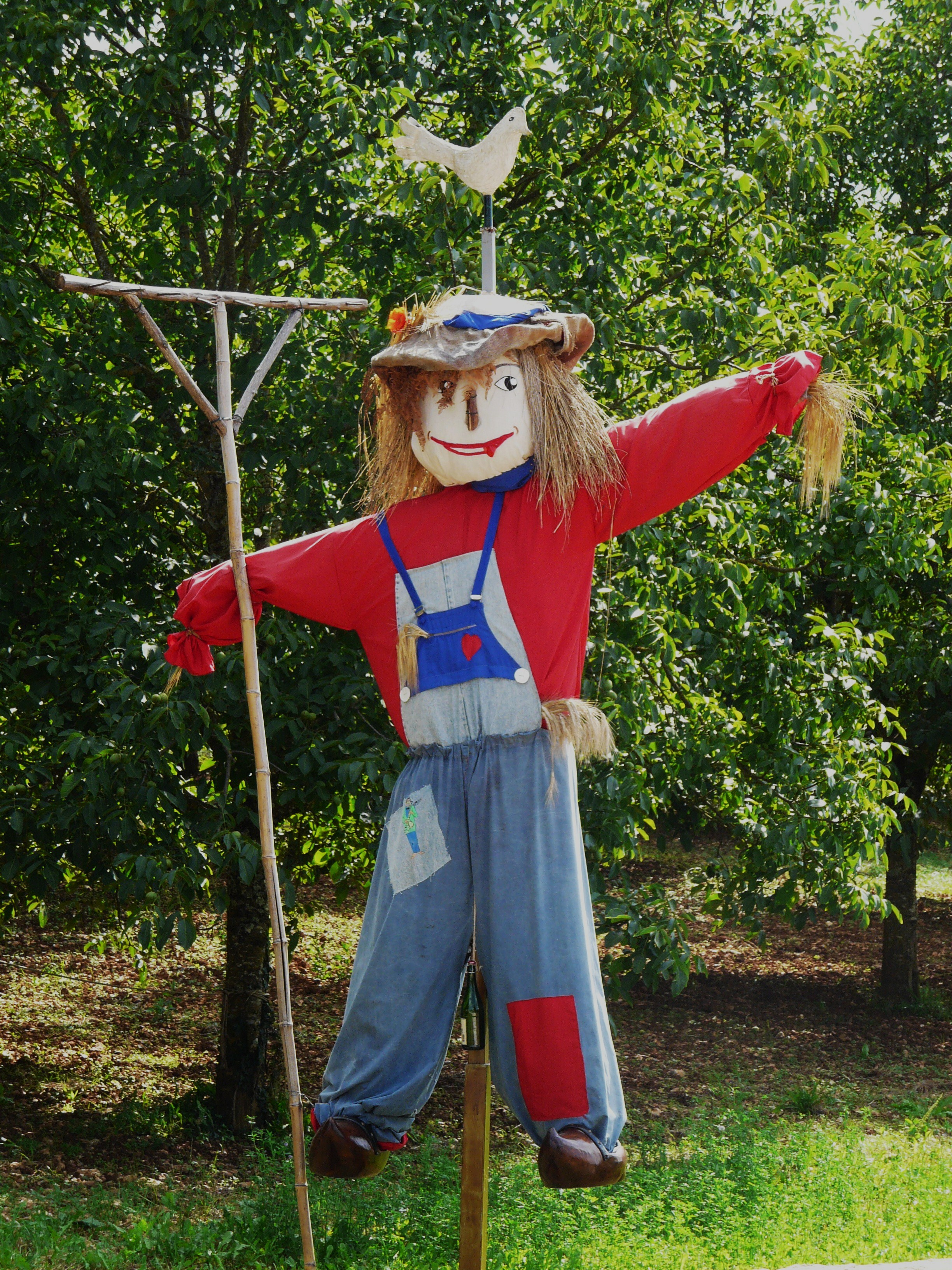
Au festival des épouvantails de Meyrals en 2014.

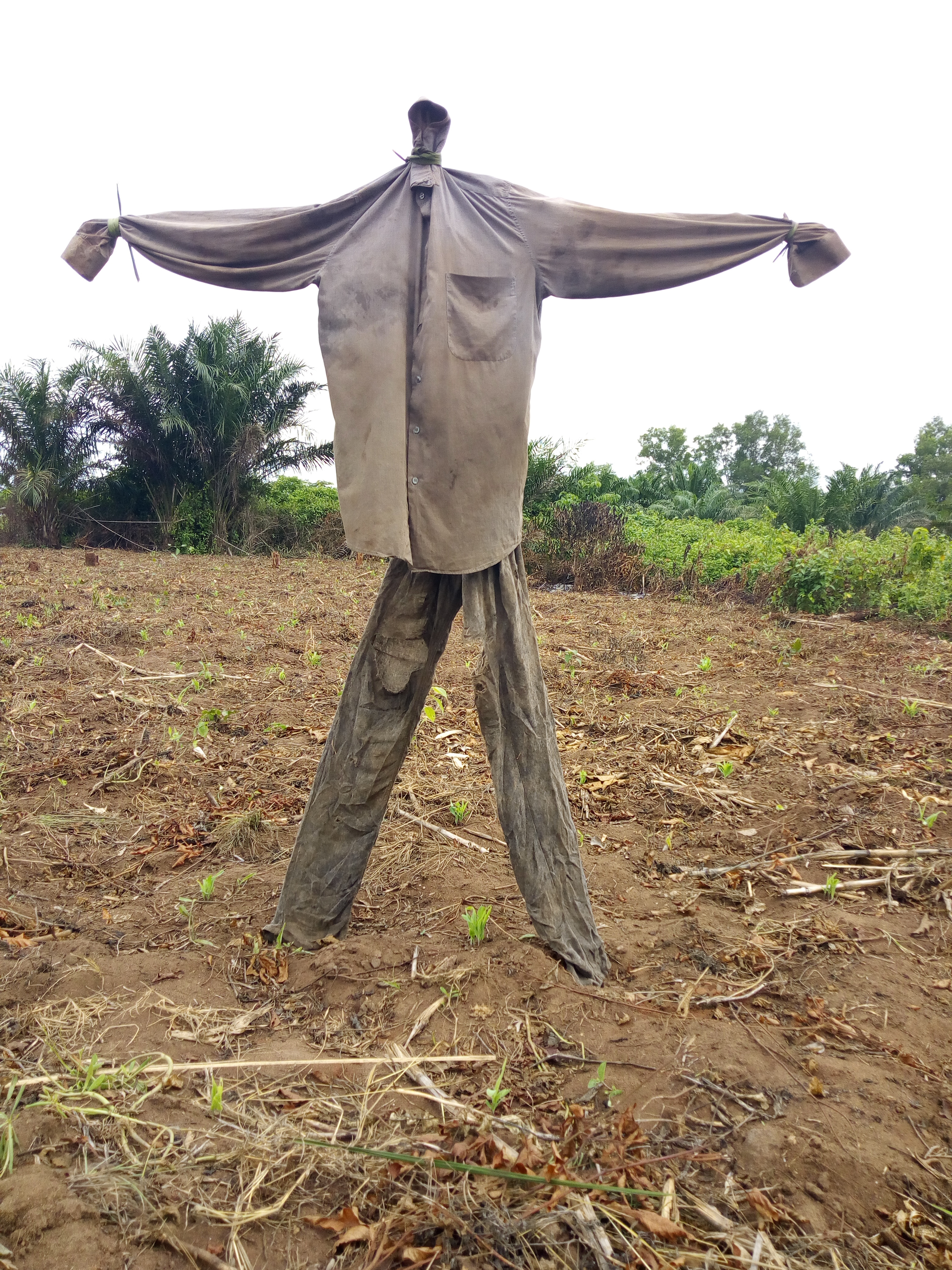
Épouvantail dans un champ au Bénin.

L'épouvantail tient une place de choix dans les cultures populaires du monde entier. Le mot peut aussi désigner une personne laide ou mal habillée, ou encore un objet ou une personne d'apparence effrayante.
- Piétrebais, petit village belge des épouvantails, situé entre Wavre et Jodoigne, propose chaque troisième fin de semaine du mois d'août une « Fête de l'épouvantail ».
- Omal, petit village belge des épouvantails, propose chaque année au mois de mai-juin, une « Fête de l'épouvantail ».
- Thimougies, village belge situé près de Tournai, propose la biennale des épouvantails sous forme de concours le troisième week-end de juin. Thimougies a été un des premiers à proposer cette manifestation en Belgique (1re édition en 1998).
- Béville-le-Comte, dans le département français d'Eure-et-Loir, se veut la capitale mondiale de l'épouvantail, depuis 1990, à l'initiative de l'association « Épouvantail, témoin universel, je vis au salon de mai ».
- À Meyrals, en Dordogne, un festival des épouvantails est organisé chaque été, depuis 1999[3].
- Serge Fechet et Albert Néel ont été les initiateurs de la fête des épouvantails, organisée par l'association Vibrevan'z qui l'a animée pendant vingt ans (jusqu'en 2012) le premier week-end du mois d'août, à Viricelles dans les Monts du Lyonnais.
- La fête de l'Épouvantail se déroule tous les trois ans dans la commune de Denens dans le canton de Vaud en Suisse.
- À Moringhem dans le département français du Pas-de-Calais, au mois d'avril a lieu le festival des Épeutnaerts (épouvantails)[4].
- À Saignon, village perché du Luberon dans le Vaucluse, le dernier dimanche d'avril, le vide-jardins vide-cuisines organise un concours d'épouvantails.

## L'épouvantail dans les arts
- Le personnage du roman Le Magicien d'Oz (1900) et de ses nombreuses adaptations cinématographiques.
- L’Épouvantail, supervilain récurrent de l'univers de Batman (depuis 1941).
- L'Épouvantail, une série télévisée produite par Walt Disney Pictures (1964).
- L'Épouvantail, un film avec Al Pacino (1973).
- Dans l'épisode 9 de la Saison 2 des Contes de la crypte, "Le Triangle à quatre côtés", sorti en 1990, le personnage joué par Patricia Arquette tombe amoureux d'un épouvantail.
- Dans le film d'animation L'Étrange Noël de monsieur Jack (1993), le personnage principal Jack Skellington est un épouvantail.
- Tête-de-Navet, épouvantail sautillant dans le film d'animation Le Château ambulant (2004).
- Dans l'épisode 13 de la saison 3 de la série animée Martin Mystère "La Nuit de l'Épouvantail" (2005), le monstre qui hante la ferme de la tante de Martin est un épouvantail maléfique prenant vie.
- Dans le film d'horreur Les Messagers (2007) apparaît un épouvantail maléfique.
- Denise et Maurice, dresseurs d'épouvantails, film documentaire et livre de Rémy Ricordeau, (sur un couple de paysans créateurs d'un étonnant « environnement » d'art brut). Éditions L'insomniaque, 2016,  (ISBN 978-2-915694-63-5).